# Santa-Bárbara-Klasse
Die Santa-Bárbara-Klasse war eine Klasse von zwei 26-Kanonen-Fregatten der spanischen Marine, die von 1768 bis 1805 in Dienst stand.

## Allgemeines
Die Santa-Bárbara-Klasse wurde von dem Marinearchitekten Francisco Gautier als verkleinerte Version der Fregatten der Santa-Catalina-Klasse entworfen und unter der Bauaufsicht von Manuel de Zubría auf der Real Astillero de Guarnizo im Jahr 1768 gebaut. Auf Grund von Gewichtsproblemen wurde die ursprüngliche Bestückung mit 12-Pfünder-Kanonen ab 1788 auf 8-Pfünder reduziert.

## Einheiten
| Name            | Bauwerft                   | Bestellung | Stapellauf      | Indienststellung  | Verbleib |
| --------------- | -------------------------- | ---------- | --------------- | ----------------- | --- |
| Santa Bárbara   | Real Astillero de Guarnizo | 1764       | 15. Juni 1768   | 23. November 1768 | Im April 1794 bei den Juan-Fernández-Inseln gesunken                                                                                |
| Santa Gertrudis | Real Astillero de Guarnizo | 1764       | 12. August 1768 |                   | Am 7. Dezember 1804 durch die Royal Navy gekapert; als Santa Gertruda in Dienst, ab 1805 aufgelegt und 1811 in Plymouth abgebrochen |

## Technische Beschreibung
Die Klasse war als Batterieschiff mit einem durchgehenden Geschützdeck konzipiert und hatte eine Länge von 38,15 Metern  (Geschützdeck) bzw. 34,156 Metern (Kiel), eine Breite von 9,845 Metern und einen Tiefgang von 4,62 Metern. Sie waren Rahsegler mit drei Masten (Fockmast, Großmast und Kreuzmast). Der Rumpf schloss im Heckbereich mit einem Heckspiegel, in den eine Galerie integriert war, die in die seitlich angebrachte Seitengalerie mündete. Die Bewaffnung bestand aus 26 Kanonen, welche alle auf dem Batteriedeck aufgestellt waren.